# Legio II Flavia Constantia

Escudo da II Flavia Constantia Thebaeorum segundo a "Notitia Dignitatum".

Legio secunda Flavia Constantia ou Legio II Flavia Constantia ("Segunda legião flaviana confiável") foi uma legião comitatense criada por Diocleciano, provavelmente entre 296 ou 297.

## História
Esta legião foi formada juntamente com a I Maximiana para guarnecer a recém-criada província romana de Tebaida, na região do Egito. Seu nome é uma referência a Constâncio Cloro, que reinou no Império Romano do Oriente na época. A II Flavia Constantia esteva sediada em Cusas até pelo menos a época da "Notitia Dignitatum". Neste período, provavelmente sob o comando de Constantino I, quando as tropas das províncias egípcias foram unificadas sob o comando de um dux, as tropas desta província foram incrementadas com unidades de várias outras legiões, como a I Iovia, II Traiana Fortis e III Diocletiana, esta última gradualmente dividida em três guarnições.
A Legio II Flavia Constantia Thebaeorum, da mesma época era certamente uma subdivisão da II Flavia Constantia, que já estava estabelecida havia mais de um século como uma legião de fronteira. O motivo desta subdivisão foi provavelmente uma medida de Teodósio I de que se misturasse uma parte dos bárbaros que herdou de governos anteriores com as tropas do Egito. É também provável que a Legio II Flavia Valentis Thebaeorum, que acompanhava as tropas segundo o relato da "Notitia", batizada em homenagem a e provavelmente criada por Valente, não tenha sido mais mencionada como parte da guarnição de Tebaida por causa do curto período que ela permaneceu na província.